# Gentile I da Varano
Gentile I da Varano ( - 1284) was de eerste heer van de stadstaat Camerino, binnen de Pauselijke Staat, en stichter van de dynastie da Varano.

## Levensloop

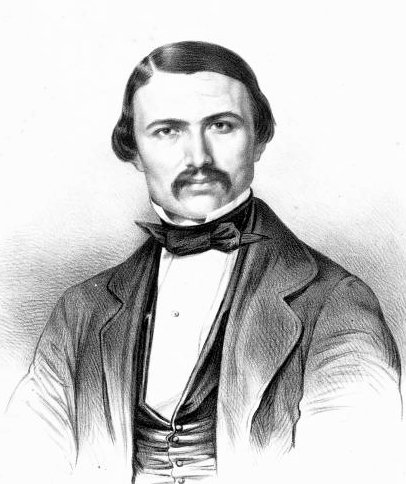
Filippo Marchetti, componist van de opera Gentile I da Varano

Na de dood van Mathilde van Toscane (1115) vielen vele gebieden van haar in het Heilige Roomse Rijk in handen van de paus. Zo ook de stad Camerino in de Marche. De stad bleef evenwel in handen van Ghibellijnen, die partij kozen voor de keizer. In de 13e eeuw wonnen de Welfen, de partij van de paus, de macht. De keizer, Manfred van Sicilië, stuurde een strafexpeditie naar Camerino; zijn commandant, Perceval Doria, verwoestte Camerino met een zware brand (1259).
Een burger uit Camerino, Gentile I da Varano, was met de andere inwoners gevlucht in de bergen van Umbrië. Hij leidde iedereen terug naar de verwoeste stad en bouwde haar op. Gentile verzoende de fracties van Welfen en Ghibellijnen.
Vervolgens trok Gentile naar Rome. Paus Alexander IV beloonde Gentile met de adellijke titel van heer van Camerino. Het was het begin van de dynastie (da) Varano, die in Camerino regeerde tot in de 16e eeuw. Gentile begreep de noodzaak van een militaire verdediging van Camerino. Hij bouwde het slot Rocca Varano nabij de stad. Gentile stierf in 1284. Zijn zoon Rodolfo volgde hem op, en nadien diens broer Berardo da Varano.
In de 19e eeuw componeerde Filippo Marchetti een opera over het leven van Gentile I da Varano.